# Хумберт (Тоскана)
Хумберт или Хуберт (Humbert, Hubert, на италиански: Uberto; * 920/925, † 15 септември 967 или март 970) e маркграф на Тоскана с баща си между 935 и 937 г. след неговия чичо Бозон. През 941 г. той е пфалцграф, херцог на Сполето и маркграф на Камерино от 943 г. до 946 г.
Той е извънбрачен син на крал Хуго от Италия с конкубината му Ванделмода.
Жени се за Вила, дъщеря на маркграф Бонифаций I от Сполето. С нея има един син и три дъщери: Хуго Велики, маркграф на Тоскана, Валдрада, омъжва се за Пиетро IV Кандиано дож на Венеция, Берта, омъжва се за Ардуин от Иврея и Вила, омъжва се за граф Теобалд от Каноса.